# Underberg

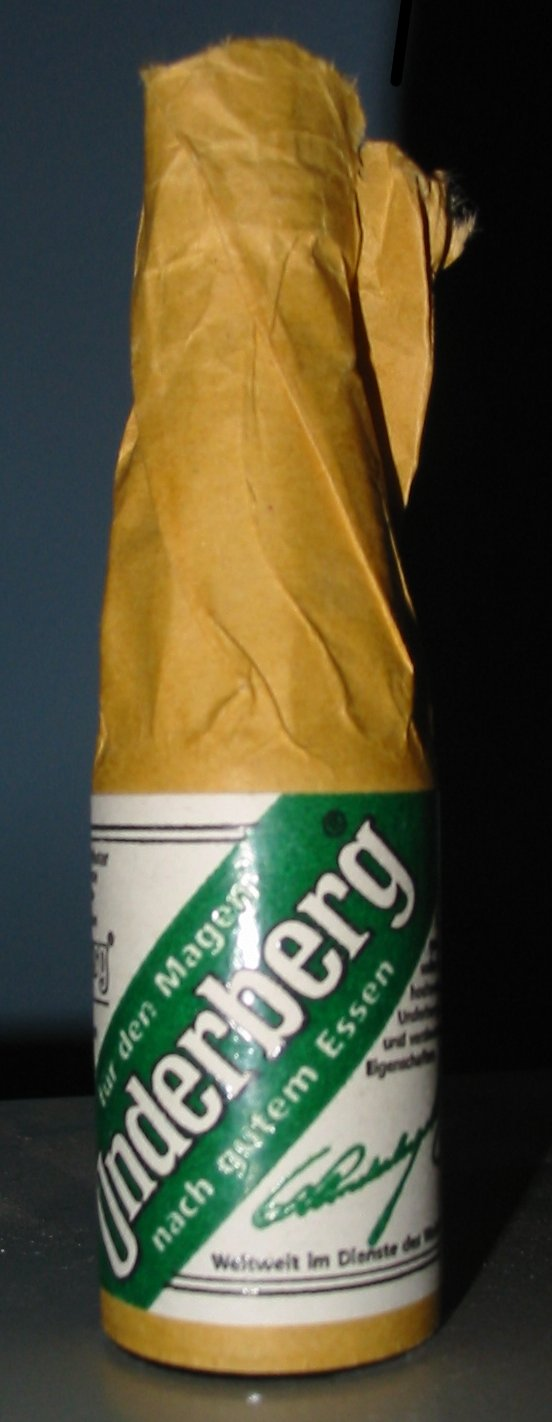

Underberg jest typowym alkoholem z gatunku bitters. Służy do stymulacji systemu trawiennego, przydatny zwłaszcza po zjedzeniu ciężkostrawnego jedzenia. Likwiduje skutki niestrawności i zatruć pokarmowych. Naturalny produkt powstały w wyniku maceracji ziół z wysokogatunkowym alkoholem. Polecany po obfitym posiłku. Sprzedawany w charakterystycznych buteleczkach o pojemności 20ml.